# El apando (película)
El apando es una película mexicana de 1976, dirigida por Felipe Cazals, basada en el libro del mismo título, escrito por José Revueltas en 1969 a partir de sus experiencias en el Palacio de Lecumberri, donde fue recluido a raíz de su participación intelectual y de activismo en el movimiento estudiantil de 1968. La historia tiene lugar en esa cárcel, construida durante el porfiriato, inaugurada en 1900 y finalmente convertida, en 1976, en el Archivo Histórico de la Nación, luego convertido en el Archivo General de la Nación. El título hace referencia a la celda de castigo dentro de esa cárcel.

## Sinopsis
La cinta se desarrolla en el interior del Palacio de Lecumberri, popularmente conocido como "Palacio Negro", en el cual dos drogadictos: Albino (Salvador Sánchez) y Polonio (Manuel Ojeda), aprovechan la debilidad por las drogas de "El Carajo", repulsivo y tuerto (José Carlos Ruiz), para convencerlo de que sea su madre quien las introduzca al penal. Para llevar a cabo ese plan, Albino y Polonio se apoyan en sus respectivas parejas: "La Chata" (Delia Casanova) y "La Meche" (María Rojo), y los cuatro, junto con "El Carajo", convencen a la madre de éste (Luz Cortázar) para que, en la próxima visita, la señora introduzca la droga en sus genitales. Mientras fraguan el plan, los cinco se drogan y Albino enseña su abdomen, que contiene la imagen tatuada de un coito. Al ser descubiertos, son remitidos a la celda de castigo conocida como "El apando". 
En la próxima visita, tanto Albino como Polonio se encuentran desesperados por la falta de consumo de droga, "apandados" junto con "El Carajo", a quien golpean continuamente. "La Chata" y "La Meche" organizan una protesta para exigir que a sus respectivas parejas los saquen del apando, y aun cuando Albino le exige a la madre de "El Carajo" que le entregue la droga, ella se niega a hacerlo hasta no ver a su hijo. 
Finalmente, un policía vestido de civil (Álvaro Carcaño) ordena que saquen a los "apandados" pero, al cruzar el umbral del patio de visita, los retienen de nuevo, y se organiza así una brutal pelea que termina cuando "El Carajo" revela el sitio donde su madre lleva la droga.